# Stazione meteorologica di Roccaraso
La stazione meteorologica di Roccaraso è la stazione meteorologica di riferimento relativa alla località di Roccaraso.

## Coordinate geografiche
La stazione meteorologica si trova nell'area climatica dell'Italia centrale, in cui è compreso l'intero territorio regionale dell'Abruzzo, in provincia dell'Aquila, nel comune di Roccaraso, a 1.245 metri s.l.m. e alle coordinate geografiche 41°50′N 14°04′E.

## Dati climatologici
In base alla media trentennale di riferimento 1961-1990, la temperatura media del mese più freddo, gennaio, si attesta a -0,2 °C; quella del mese più caldo, agosto, è di +17,4 °C .
| Roccaraso          | Mesi | Mesi | Mesi | Mesi | Mesi | Mesi | Mesi | Mesi | Mesi | Mesi | Mesi | Mesi | Stagioni | Stagioni | Stagioni | Stagioni | Anno |
| Roccaraso          | Gen  | Feb  | Mar  | Apr  | Mag  | Giu  | Lug  | Ago  | Set  | Ott  | Nov  | Dic  | Inv      | Pri      | Est      | Aut      | Anno |
| ------------------ | ---- | ---- | ---- | ---- | ---- | ---- | ---- | ---- | ---- | ---- | ---- | ---- | -------- | -------- | -------- | -------- | ---- |
| T. max. media (°C) | 3,6  | 5,1  | 8,3  | 11,7 | 15,7 | 19,7 | 23,2 | 23,9 | 19,1 | 14,5 | 9,7  | 5,0  | 4,6      | 11,9     | 22,3     | 14,4     | 13,3 |
| T. min. media (°C) | −4,0 | −4,0 | −0,5 | 2,4  | 5,6  | 8,6  | 10,8 | 10,9 | 8,2  | 5,1  | 2,2  | −2,1 | −3,4     | 2,5      | 10,1     | 5,2      | 3,6  |